# ربکا بریدز
ربکا بریدز (به انگلیسی: Rebecca Breeds) یک بازیگر و مدل استرالیایی است که بیشتر برای نقش ارورا د مارتل در سریال اصیل‌ها شهرت دارد.

## برگزیدهٔ آثار
| سال       | نام فیلم            | نقش                           |
| --------- | ------------------- | ----------------------------- |
| ۲۰۰۶      | نیوکاسل             | لیه پوینتین                   |
| ۲۰۰۸–۲۰۱۲ | خانه و دوری         | روبی باکتون                   |
| ۲۰۱۵      | دروغ‌گوهای کوچک زیبا | نیکول گوردون (۳ اپیزود)       |
| ۲۰۱۳      | بدو میلکها بدو      | استلا                         |
| ۲۰۱۳      | ما مرد هستیم        | ابی روسو                      |
| ۲۰۱۵      | اصیل‌ها              | ارورا د مارتل (شخصیت دوره ای) |
| ۲۰۱۷      | سه تابستان          | کیوی                          |
| ۲۰۱۸      | اسلم                | سالی                          |

## زندگی شخصی
در سال ۲۰۰۹، آشنایی و رابطه بریدز با لوک میچل، همبازی خود در سریال خانه و دوری شروع شد. این زوج در مه ۲۰۱۲ اعلام نامزدی کرده و در ژانویه ۲۰۱۳ ازدواج کردند.
این زوج با هم در فصل چهارم سریال میراث ها  به عنوان شخصیت های ارورا د مارتل و دیو کن ایفای نقش کرده اند. 

## جوایز و نامزدها
| سال  | جایزه              | دسته‌بندی                      | فیلم        | نتیجه    |
| ---- | ------------------ | ----------------------------- | ----------- | -------- |
| ۲۰۰۹ | جایزهٔ لوگی         | محبوب‌ترین بازیگر زن بااستعداد | خانه و دوری | نامزدشده |
| ۲۰۱۰ | جایزهٔ لوگی         | بیشترین بازیگر زن محبوب       | خانه و دوری | نامزدشده |
| ۲۰۱۲ | جایزهٔ اینساید سواپ | بهترین ستارهٔ روزانه           | خانه و دوری | نامزدشده |